# Сталевий алхімік
«Сталевий алхімік» (яп. 鋼の錬金術師, хаґане но ренкінджуцу-сі, англ. Fullmetal Alchemist) — японська манґа, яку написала та проілюстровала Аракава Хірому. Вперше з'явилася в лютому 2003 року в журналі «Monthly Shōnen Gangan» видавництва Square Enix та виходила до липня 2010 року.
Аніме-адаптацію, яку створила студія Bones, демонстрували в Японії з 4 жовтня 2003 до 2 жовтня 2004 року. Фільм-продовження «Сталевий алхімік: Завойовник Шамбали», створений тією ж студією, з'явився в кінотеатрах Японії 23 липня 2005 року. З 5 квітня 2009 до 4 липня 2010 року в Японії транслювалася друга аніме-адаптація манґи під назвою «Сталевий алхімік: Братерство». Крім аніме, за мотивами манґи створено серію ранобе, декілька OVA та відеоігри. В Україні українською мовою аніме-серіали демонструвалися на телеканалі QTV у 2010—2012 роках.
Манґа також отримала адаптацію у вигляді трьох ігрових фільмів, чотирьох ігор для консолей і ПК та безліч іншого мерчу.
«Сталевий алхімік» розповідає історію братів Едварда та Альфонса Елріків, які вирушили на пошуки філософського каменя, щоб повернути собі все, що вони втратили. Сюжет серіалу розгортається у світі, який приблизно схожий на Землю початку XX століття, за винятком широкого застосування у світі твору алхімії — вид магії де діють закони фізики та хімії.

## Сюжет

### Світ
Сюжет серіалу розгортається у світі, який приблизно схожий на Землю початку XX століття. Рівень технології, окрім робототехніки, приблизно відповідає рівню технології вищезгаданого періоду. Але разом з тим широко використовується алхімія — вид магії де діють закони фізики та хімії.
Основним законом алхімії є Закон рівноцінного обміну — для отримання якоїсь речі треба прикласти рівнозначне зусилля. Алхіміки можуть перетворювати одні речовини в інші та змінювати форму речей. Найкращі алхіміки можуть скласти екзамен на звання Державного алхіміка. Це звання дає його власнику високий соціальний статус та гроші (доступ до спеціальних фондів).
Державний устрій країни Аместріс, де відбувається дія серіалу, нагадує тоталітарну державу. Попри те, що в країні діє парламент, справжня влада зосереджена в руках армії. Головнокомандувач армії (фюрер) є також главою держави та практично нікому не підконтрольний.

### Манґа
Сюжети аніме серіалу 2003 року та манґи збігаються до 26-ї серії аніме, потім між ними пролягає суттєва різниця. Це було викликано тим, що на момент створення серіалу Хірому Аракава не встигла намалювати достатню кількість томів манґи і сценаристи аніме писали сценарій без її участі.
Аніме екранізація 2009 року майже повністю відтворює сюжет оригінальної манґи. В манзі замість Данте гомункулами керує таємничий «Батько» — творець всіх гомункулів. Точні плани Батька невідомі, хоча головні герої підозрюють, що він збирається використати все населення країни Аместріс як велетенське алхімічне коло для створення Філософського Каменя, але гомункул Заздрість натякає, що це ще не вся правда.

### Аніме 2003 року
Брати Альфонс та Едвард Елріки — діти, що живуть в невеликому містечку Різембург. Їхній батько Світлий Хаенхайм — один з найталановитіших алхіміків — покинув їх, коли вони ще були дуже малі. Згодом від невиліковної хвороби помирає їхня мати. Випадково вони зустрічають відомого алхіміка Кертіс Ізумі, яка погоджується стати їх вчителем алхімії.
Після закінчення навчання вони повертаються назад та порушують найбільше табу в алхімії — намагаються воскресити свою померлу матір. Це призводить до того, що Едвард втрачає свої руку та ногу, а Альфонс все своє тіло.
Згодом Едвард, як найталановитіший з братів, вступає до армії та стає наймолодшим Державним алхіміком. Відтоді брати подорожують, щоб знайти філософський камінь, який, як вони вірять, зможе повернути їхні тіла. Але ситуація ускладнюється тим, що філософський камінь шукають не тільки вони, але і Гомункули — група людино-подібних істот, які несуть в собі частки Філософського каменя, які дозволяють їм зцілятися від практично будь-якої нанесеної рани.
Згодом виявляється, що гомункулами керує талановитий алхімік Данте, яка бажає за допомогою філософського каменя знайти безсмертя.

#### Сталевий Алхімік: Завойовник Шамбали
Після першого сезону аніме був знятий повнометражний анімаційний фільм Fullmetal Alchemist: Conqueror of Shamballa (укр. «Сталевий Алхімік: Завойовник Шамбали»). Дія відбувається у Мюнхені в 1923 році. Два роки пройшло відтоді, як Едварда Елріка закинуло в наш світ. Позбувшись можливості застосовувати алхімію, Едвард весь цей час займався дослідженнями в області ракетної техніки разом з Альфонсом Хайдеріхом — молодою людиною, дуже схожою на його молодшого брата, — сподіваючись, що таким чином відшукає спосіб повернутися додому.
Досі його сподівання виявлялися марні, але коли він дізнався, що Товариство Туле — окультистська група, близько пов'язана з нацистською партією, — виявила ключ до місцезнаходження легендарної містичної країни Шамбали, надії Едварда спалахнули з новою силою.
Тим часом в своєму рідному світі Альфонс Елрік все глибше занурюється в таємниці алхімії, шукаючи спосіб возз'єднатися зі своїм старшим братом.

### Сталевий алхімік: Братерство
Братерство є переказом тієї ж історії що й версія 2003 року, але аніме-серіал 2009 року є точнішою адаптацією манґи, містить численні битви, зустрічі та сюжетні лінії, яких немає в оригіналі.

## Персонажі
- Едвард Елрік (яп. エドワード・エルリック) — надзвичайно обдарований алхімік, здатний здійснювати перетворення без допомоги алхімічного кола. Він пройшов іспит на звання державного алхіміка в 12 років, ставши таким чином наймолодшим зі всіх, хто коли-небудь отримував цей статус. Тоді ж він отримав від самого головнокомандувача друге ім'я — Сталевий Алхімік. Руку і ногу він втратив, спробувавши воскресити матір за допомогою алхімії. Його мета — відшукати філософський камінь, щоб повернути собі і братові колишні тіла. Ед сильний духом хлопець, що ніжно любить свого брата, проте активно маскує це за грубістю. Цілеспрямований і рішучий, він вірить в те, що повинен повернути тіло своєму братові за будь-яку ціну. Комплексує через свій маленький зріст, завжди бурхливо реагує на будь-які зауваження і жарти на цю тему. Едвард глибоко зневажає свого батька — Хоенхайма, який покинув сім'ю, коли брати були ще зовсім малі. Едвард звинувачує батька в смерті матері, яка дуже страждала після його зникнення.

Сейю: Паку Ромі
- Альфонс Елрік (яп. アルフォンス・エルリック) — молодший брат Едварда. Його часто приймають за старшого Елріка — знаменитого Сталевого алхіміка, бо на вигляд він здоровенний чоловік, одягнений в залізний обладунок. Небагато знають, що насправді обладунок порожній усередині. Коли брати спробували за допомогою алхімії воскресити свою матір, Ал втратив своє справжнє тіло, але Едвард встиг прикріпити його душу до старовинних обладунків за допомогою алхімічного кола, написаного власною кров'ю. Якщо коло зітреться, Ал загине. М'якість і чуйність Ала врівноважує навіженство його старшого брата, що рятує їх від багатьох неприємностей. Ал не менш досвідчений в алхімії, чим Едвард, проте в майстерності все ж поступається йому.

Сейю: Ріе Куґімія
- Вінрі Рокбелл (яп. ウィンリィ・ロックベル) — першокласний механік. З дитинства знайома з Елріками. Вперше вона злякалася їх занять алхімії, але пізніше звикла, хоча вони їй про багато що не розповідали. Її батьки були лікарями. Загинули під час Ішварської війни. Вона, разом зі своєю бабусею, створила автоброню для Едварда, і займається їх лагодженням після отриманих Едом пошкоджень. Після битви братів у п'ятій лабораторії, приїжджає до них в столицю і постійно знаходиться з ними, турбуючись про їх стан.

Сейю: Меґумі Тойоґуті
- Рой Мустанґ (яп. ロイ・マスタング, Roi Masutangu) — військовий, також відомий як Полум'яний алхімік. Основна зброя — вогонь, який він висікає за допомогою своїх рукавичок. Мустанґ — безпосередній начальник Едварда в армії. Честолюбний. Був одним з тих, хто винищував повстанців в часи Ішварського повстання, тому вирішив стати якомога вищим за військовим щаблем, щоб більше не виконувати такі накази.

Сейю: Окава Тору

## Медіа

### Манґа
Манґа «Сталевий алхімік», написана та ілюстрована Аракавою Хірому, вперше з'явилася в січні 2001 року в журналі «Monthly Shōnen Gangan» видавництва Square Enix. Остання глава вийшла у липневому випуску 2010 року. Всього манґа налічує 108 глав, які були зібрані у 27 томів. Перший танкобон-том вийшов у січні 2002 року, а останній в листопаді 2010. 11 вересня 2010, після завершення манґи, у журналі Monthly Shōnen Gangan вийшов спіноф ван-шот.
Square Enix перевидали манґу у форматі канзенбан (яп. 完全版, kanzenban) у 18 томах, що виходили з 22 червня 2011 по 22 вересня 2012 року.
Компанія Viz Media ліцензувала манґу для випуску в Північній Америці. Перший том вийшов 3 травня 2005 року і останній, двадцять сьомий том — 20 грудня 2011 року.
Також від травня 2016 та до серпня 2022 року вийшло Fullmetal Alchemist: Fullmetal Edition, що є аналогом канзенбан версії оригіналу, також в 18 томах і з новими обкладинками.
Англійська версія манґи майже нічим не відрізняється від оригінальної, крім сцени розп'яття гомункула Жадібність у восьмому томі. В оригінальній версії його розіп'яли на кам'яному хресті, в той час як в англійській версії хрест перетворився просто на кам'яну брилу. Viz Media вдалася до цих змін, щоб уникнути асоціацій з християнством. Дозвіл на ці зміни був наданий Аракавою Хірому.
У Сінгапурі манґу випускає видавництво Chuang Yi англійською та китайською мовами. Англійською вийшло вже шістнадцять томів, китайською — чотирнадцять. У Польщі манґу випускає видавництво J.P. Fantastica. Вийшло 27 томів. В Бразилії манґа видається компанією Editora JBC. На сьогодні вийшло 54 томи, які відповідають всім томам оригінальної манґи.
У Франції манґа видається французьким відділеням японського видавництва Kurokawa. Вийшло 27 томів, восьмий том, що вийшов у вересні 2006 року, продається у двох варіантах: простому та з гумористичною новелою «Палаючий алхімік», в якій головним героєм виступає Рой Мустанґ. Ця новела доступна також в обмеженному виданні шостого тому оригінальної манґи.
Видавництво Nasha idea ліцензувало манґу в Україні. Перший том вийшов у грудні 2022 року і зараз вийшло лише чотири. Видання зроблене на основі канзенбан версії манґи, тому всього буде 18 томів.

### Аніме
Анімаційна студія Bones, у співробітництві з компаніями Mainichi Broadcasting System та Aniplex, адаптувала манґу в 51-серійний аніме-серіал. Прем'єра телесеріалу відбулась з 2 по 4 жовтня 2004 року на японських телеканалах Mainichi Broadcasting System, TBS та Animax.
6 листопада 2004 року серіал був показаний компанією Adult Swim на супутниковому телеканалі Cartoon Network із англійськими субтитрами. Через півтора року, 3 березня 2006 року серіал з'явився на канадському телеканалі YTV.
Сюжети аніме та манґи суттєво відрізняються. Це було викликано тим, що на момент створення серіалу Хірому Аракава не встигла намалювати достатню кількість томів манґи і сценаристи аніме писали сценарій без її участі. Під час створення серіалу, авторка манґи лише консультувала сценаристів Bones.
Продовження серіалу — повнометражний фільм «Сталевий алхімік: Завойовник Шамбали», створений тією ж студією, вийшов 23 липня 2005 року. Також студією Bones була створена серія OVA. В додаток до OVA, був знятий короткий ролик з живими акторами. В березні 2006 року DVD-диск з OVA та роликом з'явився в Японії під назвою «Сталевий алхімік: Преміум колекція».
Всі тринадцять DVD-дисків з серіалом, а також фільм вийшли в Північній Америці. Спеціальна версія фільму вийшла обмеженим накладом 14 листопада 2006 року. Компанія MVM випустила перші вісім DVD-дисків у Великій Британії.
В 20-му томі манґи Аракава анонсувала, що ремейк серіалу вже в стадії розробки. До цієї заяви вже з'являлись чутки, що Bones знімає другий сезон. 2 лютого 2009 року Bones опублікував перший ролик з нової екранізації.
Прем'єра «Сталевий алхімік: Братерство» відбулась 5 квітня 2009 року на японському телеканалі MBS-TBS. Паралельно з показом у Японії, аніме-серіал транслювався у мережі Animax Asia. В Україні права на показ аніме отримав телеканал QTV.

#### Відмінності від манґи
«Сталевий алхімік: Братерство», в основному дотримується сюжету манґи, але має деякі зміни для того, щоб зробити сюжет більш зрозумілим для глядачів і закінчення більш інтригуючим. Це включає зміну порядку подій та коригування деяких реплік. Крім того, при створенні кожної серії було враховано, як краще чітко підкреслити тему, розставити акценти та зробити її більш стиснутою. Також додаються оригінальні сцени, яких немає в манзі.
В аніме зустрічається більше сцен, що підкреслюють певні моменти, порівняно з манґою, зокрема в основному сюжеті та в опенінгу і ендінгу.
При адаптації були скорочені деякі епізоди з початкової частини манґи, зокрема інцидент на вугільній шахті Юсвелл та пограбування потяга. Через це походження персонажа Йокі, який стає напіврегулярним персонажем у середині історії, залишається невідомим, і його минуле стисло розповідається через спогади в серії, коли брати зустрічають його в Бріггсі. У цьому спогаді показано, як Йокі став злодієм через фінансові труднощі та приєднався до родини Армстронгів, де також з'являються батьки Алексіс та його сестра Кетрін, а також дві інші сестри, які не з'являються в манзі. Роль генерал-майора Хакуро в аніме 2009 року значно зменшена до одноразової фонової появи, який у манзі згадується під час інциденту з пограбуванням поїзда, з'являється лише під час вибуху потяга фюрера [Кінга Бредлі] ближче до кульмінації сюжету.
Багато персонажів, які не мали імен у манзі, отримали їх в аніме.

#### Відмінності від версії 2003 року
Основна різниця між Fullmetal Alchemist (далі - FMA) та Brotherhood (далі - FMAB) полягає в тому, наскільки вільно вони адаптують манґу. Коли перший серіал FMA вийшов у жовтні 2003 року, було опубліковано лише п'ять томів манґи, а шостий з’явився пізніше того ж місяця. До завершення аніме у жовтні 2004 року було видано вісім томів. Таким чином, студія Bones мала лише фрагмент із загалом 27 томів для адаптації. Фінальний епізод FMAB вийшов одночасно з публікацією останнього розділу манґи. Тому можна сказати, що FMA після 26 епізоду та FMAB після 10 розповідають абсолютно різні історії.
Відмінність між FMA та FMAB полягає у представленні головних антагоністів. У FMAB це Батько, у FMA - Данте.
У FMA гомункули були результатом невдалої спроби трансмутації людини. Їх можна вбити, лише знищивши їхнє початкове тіло. У FMAB гомункулів створив Батько, і кожен із них уособлював один із смертних гріхів: Похіть, Обжерливість, Заздрість, Жадібність, Гнів, Лінь та Гордість. В FMA Хоенхайм — звичайна людина, яка спочатку була коханцем Данте. Подібно до неї, він створив Філософський камінь і отримав довге життя, перенісши свою свідомість у тіло іншої людини. У FMAB Хоенхайм був людиною-філософським каменем.
У FMAB Ворота є джерелом усієї алхімії та нескінченних знань. Їх охороняє істота, яку називають Істиною. Саме вона відповідає за стягнення плати з алхіміків, які намагаються виконати людську трансмутацію. Ті, хто здатен займатися алхімією, мають свої власні Ворота. У FMA Ворота залишаються джерелом алхімії, але також слугують порталом між світом «Сталевого Алхіміка» та Землею. Крім того, Ворота отримують свою силу від душ тих, хто помер на Землі, що дозволяє алхімікам здійснювати трансмутації.

### Ігрові фільми
19 листопада 2017 вийшов однойменний ігровий фільм за мотивами манґи, зрежесований Сорі Фуміхіко. Головні ролі у фільмі зіграли Ямада Рьосуке (Евард Елрік), Хонда Цубаса (Вінрі Рокбелл) та Фуджіока Дін (Рой Мустанґ). В Україні фільм у прокат не виходив, проте доступний до перегляду на Netflix з українськими субтитрами.
Два сіквела «Сталевий алхімік: Помста Шрама» (яп. 鋼の錬金術師 完結編 復讐者スカー, Hagane no Renkinjutsushi Kanketsu-hen Fukushūsha Sukā) та «Сталевий алхімік: Остання трансмутація» (яп. 鋼の錬金術師 完結編 最後の錬成, Hagane no Renkinjutsushi Kanketsu-hen Saigo no Rensei) вийшли 20 травня та 24 червня 2022 відповідно. Після виходу в Японії, міжнародний реліз відбувся на платформі Netflix.

### Музика
Автор всієї музики «Сталевого алхіміка» — японський композитор Осіма Мітіру. За музичний супровід повнометражного фільму «Сталевий алхімік: Завойовник Шамбали» Осіма здобув нагороду на 5-му Tokyo Anime Award в категорії «Найкраща музика».

### Ранобе
Серія із шести новел, створена японських письменником Іноуе Макото, що вийшла у видавництві Square Enix.
Англійською мовою новели опублікувала в Північній Америці компанія Viz Media, автор перекладу — Сміт Олександр.
Попри те, що авторка оригінальної манґи не брала участь в написанні новел, вона створила для них ілюстрації та обкладинки.
Сюжет новел відбувається в тому ж проміжку часу, що і манґа. Перша новела «Сталевий алхімік: Земля піску» була екранізована в 11-му та 12-му епізодах аніме. У четверту новелу «Сталевий алхімік: Під високих небом» входить додаткове оповідання про військову організацію «Вихідний Роя».
Також були написані новелізації відеоігор за мотивами «Сталевого алхіміка». Автор першої новели — Іное Макото, автор двох інших — Еїсіма Дзюн. Ці новели вийшли тільки в Японії і в інших країнах не видавалися.

### Відеоігри
За мотивами «Сталевого алхіміка» вийшла ціла серія відеоігор. Їхні сюжети відрізняються від манґи та аніме, а також мають оригінальних персонажей. Компанія Square Enix випустила три рольові гри (RPG): Fullmetal Alchemist and the Broken Angel, Curse of the Crimson Elixir та The Girl Who Surpasses God, та один файтинг: Dream Carnival для платформи PlayStation 2. Компанія Bandai випустила дві рольові гри Fullmetal Alchemist: Stray Rondo та Fullmetal Alchemist: Omoide no Sonata для платформи Game Boy Advance 25 березня та 22 липня 2004 відповідно, а також, Dual Sympathy, для Nintendo DS. Кампанія Destineer випустила гру, що основана на колекційній картковій грі для платформи Nintendo DS.
20 травня 2010 в Японії Bandai випустила RPG-гру Fullmetal Alchemist: To the Promised Day (яп. 鋼の錬金術師 Fullmetal Alchemist 約束の日へ, Hagane no Renkinjutsushi Fullmetal Alchemist Yakusoku no Hi e) для PlayStation Portable. Bandai також випустили файтінг Dream Carnival для PlayStation 2. 13 серпня 2009 вийшла гра Fullmetal Alchemist: Prince of the Dawn (яп. 暁の王子, Akatsuki no Ōji) для консолі Wii. Сиквел гри Fullmetal Alchemist: Daughter of the Dusk (яп. 黄昏の少女, Tasogare no Shōjo) випустила компанія Square Enix 10 грудня 2009 для тієї ж консолі.
На двадцятиріччя франшизи, 4 серпня 2022 року Square Enix випустила гру Fullmetal Alchemist Mobile для iOS та Android; гра припинила роботу 29 березня 2024.

### Артбуки та путівники

Обкладинка артбука Art of Fullmetal Alchemist The Anime

Під торговою маркою  «Сталевий алхімік» вийшло декілька артбуків по аніме та манзі. Два артбуки The Art of Fullmetal Alchemist вийшли у видавництві Square Enix, а потів перекладені англійською кампанією Viz Media. Перший артбук містить малюнки з перших шести томів манґи, другий — з шести наступних. За мотивами аніме в Японії вийшло три артбуки The Art of Fullmetal Alchemist: The Anime, тільки перший з них був перекладений та опублікований англійською кампанією Viz Media.
За мотивами манґи вийшло три путівника, в які крім розповідей про пригоди братів Елріків, входять додаткові епізоди манґи. Перший путівник Fullmetal Alchemist Profiles опублікувала англійською мовою компанія Viz Media. Путівник Fullmetal Alchemist Chronicle (яп. 鋼の錬金術師 CHRONICLE), що містить інформацію про період після закінчення сюжету манґи, вийшов в Японії
29 липня 2011.

### Радіопостановка
Всього за мотивами Сталевого алхіміка вийшло дві серії радіопостановок.
Перший диск першої серії називается «Сталевий алхімік: Земля піску» (яп. 砂礫の大地). Цей диск вийшов до початку показу аніме-серіалу. Сюжет радіопостановки ідентичній сюжету новели з тою же назвою. Всі сейю, які брали участь в цьому проєкті, також озвучували ідентичні ролі в аніме, окрім акторів які озвучували братів Елріків. Два інші диски «Сталевий алхімік: Брехливе світло, правдива тінь» (яп. 偽りの光 真実の影) та «Сталевий алхімік: Злочини Шраму» (яп. 咎人たちの傷跡) базуються на оригінальному сюжеті.
Друга серія радіопостановок розповсюджується тільки в комплекті до журналу Shōnen Gangan. В цю серію входить два диски, кожний розділений на два епізоди. Перший диск Fullmetal Alchemist: Ogutāre of the Fog (яп. 霧のオグターレ) вийшов разом з номером Shōnen Gangan за квітень та травень 2004 року. Другий диск, Fullmetal Alchemist: Crown of Heaven (яп. 天上の宝冠) вийшов у примірниках за листопад та грудень.

### Інше
За мотивами франшизи «Сталевий алхімік» було створено багато мерчендайзу. Компанія Joyride Entertainment в Північній Америці в 2005 році випустила  колекційну карткову гру Fullmetal Alchemist. Всього вийшло шість доповнень до неї. Компанія Destineer випустила адаптацію цієї гри для Nintendo DS 15 жовтня 2007.

## Сприйняття

### Манґа
Після виходу 27-го тому манґа продала понад 50 мільйонів копій у Японії. До 10 січня 2010 року кожен том манґи продавався тиражем понад мільйон копій у Японії. Square Enix повідомила, що до 25 квітня 2018 року серія продала 70,3 мільйона копій по всьому світу, з яких 16,4 мільйона — за межами Японії. До липня 2021 року манґа мала 80 мільйонів копій у обігу по всьому світу. Серіал увійшов до списку найуспішніших ліцензій Viz Media, а також декілька разів з'являвся в списку USA Today Booklist. Англійський реліз першого тому манґи увійшов до списку найкраще купованих в 2005 році. Разом з Yakitate!! Japan, манґа «Сталевий алхімік» була визнана на 49-тій церемонії Shogakukan Manga Award, найкращою сьонен-манґою 2004 року.
Продюсер Square Enix Кодзі Таґуті зазначив, що початкові продажі першого тому становили 150 000 копій, але після виходу першого аніме ця цифра зросла до 1,5 мільйона копій. Перед прем’єрою другого аніме кожен том продавався тиражем близько 1,9 мільйона копій, а після — 2,1 мільйона.
У опитуванні TV Asahi Manga Sōsenkyo 2021, де 150 000 людей голосували за свої улюблені манґи,  де «Сталевий алхімік» посів дев’яте місце.

### Аніме-серіал 2003 року
Перший аніме-серіал дебютувало в Японії з рейтингом телепереглядів у 6,8%. У 2003 році японський журнал Animage визнав «Сталевого алхіміка» найкращим аніме 2003 року.  У 2005 році японська телевізійна мережа TV Asahi провела онлайн-опитування та національне дослідження "Топ-100"; «Сталевий алхімік» посів перше місце в онлайн-опитуванні та двадцяте в загальнонаціональному опитуванні. У 2006 році TV Asahi провела ще одне онлайн-опитування на тему ста найкращих аніме, і «Сталевий алхімік» знову посів перше місце.
IGN назвав перше аніме 95-м найкращим анімаційним серіалом. Вони також включили серію до свого списку «10 мультфільмів, які ми хотіли б побачити адаптованими», зосередившись на характеристиці персонажів.
Дизайн персонажів також отримав схвалення; Лорі Ланкастер з AnimeOnDVD відзначила, що всі вони виглядають унікально.
Рецензенти хвалили саундтрек першого аніме за різноманітність музичних стилів та виконавців, а також за приємну, але не надто нав’язливу фонову музику.
«Сталевий алхімік» разом з Final Fantasy та Dragon Quest став найуспішнішою торговою маркою компанії Square Enix.

### Сталевий алхімік: Братерство
На сайті-агрегаторі рецензій Rotten Tomatoes другий аніме-серіал «Братерство» має рейтинг схвалення 100% на основі 15 рецензій. Серія вважається однією з найкращих аніме всіх часів і отримала визнання від багатьох критиків та видань.
Перші чотирнадцять епізодів «Братерства» спочатку критикувалися працівниками ANN, які заявили, що повторення подій з першого аніме призвело до відсутності напруженості. Кріс Беверідж з Mania Entertainment заявив, що цікавість цих епізодів полягає в відмінностях у діях персонажів порівняно з першою серією, а також у оригінальному контенті, який зосереджується на емоційній темі серіалу.
Меган Гудеман з CBR назвала стосунки в аніме «динамічними та незабутніми».
Чарльз Соломон, від Los Angeles Times, поставив Братерство на друге місце у своєму «Топ-10 найкращих аніме 2010 року».

### Нагороди
«Сталевий алхімік» був одним із рекомендованих журі творів у розділі манґи на «8-му та 11-му фестивалях Japan Media Arts Festival» у 2004 та 2007 роках відповідно. Разом із Yakitate!! Japan манґа виграла «49-ту премію Shogakukan Manga Award» у категорії сьонен у 2004 році. У 2010 та 2011 роках манґа перемогла у громадському голосуванні за звання «Улюблена манґа» на «Eagle Awards». Манґа також виграла «Shonen Tournament 2009» за версією редакції французького сайту «manga-news». У 2011 році манґа отримала «42-гу премію Seiun Award» за «Найкращий науково-фантастичний комікс». Хірому Аракава також отримала Премію нового художника на «15-тійКультурній премії імені Тедзуки Осаму» у 2011 році за серію. У 2017 році «Сталевий алхімік» посів третє місце у категорії «Найкращі за всі часи на першій щорічній премії Tsutaya Comic Awards». Манґа також була номінована на «Гран-прі 10-ї премії Sense of Gender Award» у 2010 році.
Аніме-серіал 2003 року «Сталевий алхімік» в 2007 році виграв у 5 номінаціях із 6-ти на «American Anime Awards» («Найкращий серіал», «Найкращий актор»  (Вік Міньйона, який озвучував Едварда Елріка в англійській версії), «Найкращий кастинґ», «Найкращий дизайн DVD-боксу» та «Найкраща музична тема» («Rewrite» у виконанні «Asian Kung-Fu Generation»)). Номінована в категорії «Найкращий аніме-фільм» (Сталевий Алхімік: Завойовник Шамбали).
Аніме перемогла в більшості категорій «26-го щорічного опитування читачів Animage». Вона здобула перемогу в номінаціях «Улюблена аніме-серія», «Улюблений епізод» (епізод 7), «Улюблений чоловічий персонаж» (Едвард Елрік), «Улюблений жіночий персонаж» (Різа Хоукай), «Улюблена пісня» («Melissa» у виконанні «Porno Graffitti») та «Улюблений актор озвучування» (Ромі Парк, яка озвучувала Едварда в японській версії).
На п’ятих «Tokyo Anime Awards» франшиза перемогла в категоріях «Анімація року» («Сталевий Алхімік: Завойовник Шамбали»), «Найкращий оригінальний сюжет» (Хірому Аракава) та «Найкраща музика» (Мічіру Ошіма).